# Lijst van Pruisische ministers van Handel
Dit is een lijst van ministers van Handel van Pruisen.
- 1817-1825: Hans Graf von Bülow
- 1830-1834: Friedrich von Schuckmann
- 1834-1838: Gustav Adolf Ewald von Brenn
- 1848: Erasmus Robert von Patow
- 1848: Karl August Milde
- 1848: Gustav von Bonin
- 1848-1862: August von der Heidt
- 1862-1873: Heinrich von Itzenplitz
- 1873-1878: Heinrich Achenbach
- 1878-1879: Albert von Maybach
- 1879-1880: Karl von Hoffmann
- 1880-1890: Otto von Bismarck
- 1890-1896: Hans von Berlepsch
- 1896-1901: Ludwig Brefeld
- 1901-1905: Theodor Möller
- 1905-1909: Klemens Delbrück
- 1909-1918: Reinhold von Sydow
- 1918-1919: Otto Fischbeck
- 1925-1932: Walther Schreiber
- 1932-1933: Friedrich Ernst (rijkscommissaris)
- 1933: Alfred Hugenberg (rijkscommissaris)
- 1933-1934: Kurt Schmitt
- 1934-1937: Hjalmar Schacht
- 1937-1938: Hermann Göring
- 1938-19??: Walter Funk